# Matteo Scalco
Matteo Scalco (Thiene, 25 giugno 2004) è un ciclista su strada italiano, che corre per la VF Group-Bardiani CSF-Faizanè. È professionista dal 2023.

## Palmarès

### Strada
- 2022 (Juniores)

Giro delle Conche
GP Consorzio Marmisti della Valpantena
Piva Junior Day
Gran Premio "Sportivi Loria"
Carrubio - Montecchio
Trofeo Buffoni
Giro di Codogne
- 2023 (Green Project-BardianiCSF-Faizanè, una vittoria)

Coppa della Pace
- 2025 (VF Group-Bardiani CSF-Faizanè, una vittoria)

Gran Premio Sportivi di Poggiana

#### Altri successi
- 2022 (Juniores)

Classifica scalatori Giro della Valdera
Campionati italiani - Cronosquadre juniores

## Piazzamenti

### Classiche
- Giro di Lombardia

2024: 100º

### Competizioni mondiali
- Campionati del mondo

Wollongong 2022 - gara in linea junior: 14º

### Competizioni continentali
- Campionati europei

Anadia 2022 - Gara in linea junior: 15º

## Riconoscimenti
- Oscar TuttoBici - categoria juniores nel 2022[2]